# Federico Astudillo
Federico Astudillo (6 de enero de 1981, Jesús María, Córdoba) es un futbolista argentino. Es delantero, y juega actualmente para Club Social y Deportivo La Emilia del Torneo Federal B en la Argentina.

## Equipos
- Talleres de Córdoba (2000-2002)
- Cartagonova CF (2002)
- Chacarita Juniors (2003)
- Oriente Petrolero (2003-2004)
- León (2004)
- Racing de Córdoba (2005)
- Oriente Petrolero (2006)
- Juventud Antoniana (2007)
- Sportivo Patria (2007-2008)
- Real Arroyo Seco (2009-2010)
- Central Córdoba (2010)
- Sportivo Italiano (2011–2012)
- Club Social y Deportivo La Emilia (2012-2013)